# Fairchild C-119 Flying Boxcar

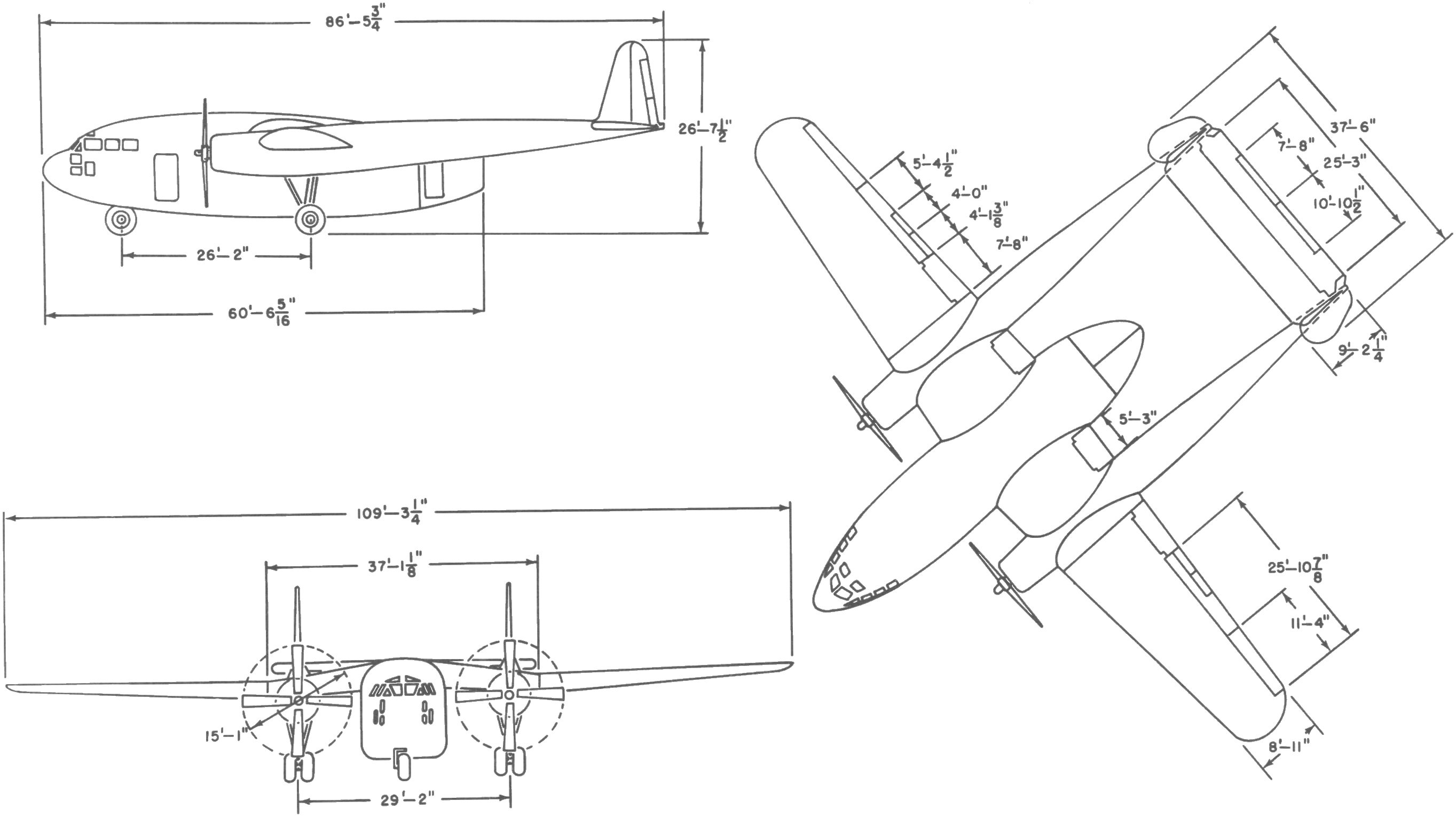
Tekeningen van C-119 Flying Boxcar

De Fairchild Flying Boxcar was een transportvliegtuig van de Amerikaanse vliegtuigbouwer Fairchild, dat ontwikkeld werd om zowel goederen als personen te vervoeren. De eerste C-119 maakte zijn eerste vlucht in november 1947 en gedurende de acht jaar waarin hij werd geproduceerd, rolden meer dan 1100 toestellen van de band. De bijnaam 'Flying Boxcar' komt van zijn mogelijkheid om goederen te vervoeren en zijn uiterlijk met dubbele staartbomen.

## Ontwikkeling
De C-119 is gebaseerd op de Fairchild C-82 Packet, die gebouwd werd tussen 1945 en 1948. Tijdens het gebruik van de C82 kwamen verschillende ernstige problemen naar boven, die aangepakt werden bij het ontwerp van de C-119.
Een eerste aanpassing was het verplaatsen van de cockpit. Deze zat bij de C-119 meer naar voren, wat ten gunste kwam van de bruikbare laadruimte. De C-119 werd ook voorzien van krachtigere motoren en een groter vleugeloppervlak. Het eerste prototype (XC-82B genaamd) vloog voor het eerst in november 1947, en twee jaar later werden de eerste toestellen geleverd vanuit de Fairchild-fabriek in Hagerstown, Maryland.
In 1951 kreeg Henry J. Kaiser de opdracht om extra C-119 toestellen te assembleren in de Kaiser-Frazer-fabriek (Belleville, Michigan) waar voorheen de B-24 Liberator werd gemaakt. De toestellen van Kaiser hadden motoren van Wright (type R-3350-85), terwijl de Fairchilds voortgestuwd werden door Pratt & Whitney R-4360 motoren. Kaiser bouwde in totaal 71 C-119 toestellen. De meeste van deze vliegtuigen kwamen uiteindelijk terecht bij de Zuid-Vietnamese luchtmacht.

## Productie
In totaal werden er 1183 toestellen gemaakt:
- 1112 hiervan waren gemaakt door Fairchild
- 71 toestellen zijn geassembleerd door Kaiser-Frazer

Daarenboven werden twee extra rompen gebouwd voor statische tests.

## Operationele geschiedenis

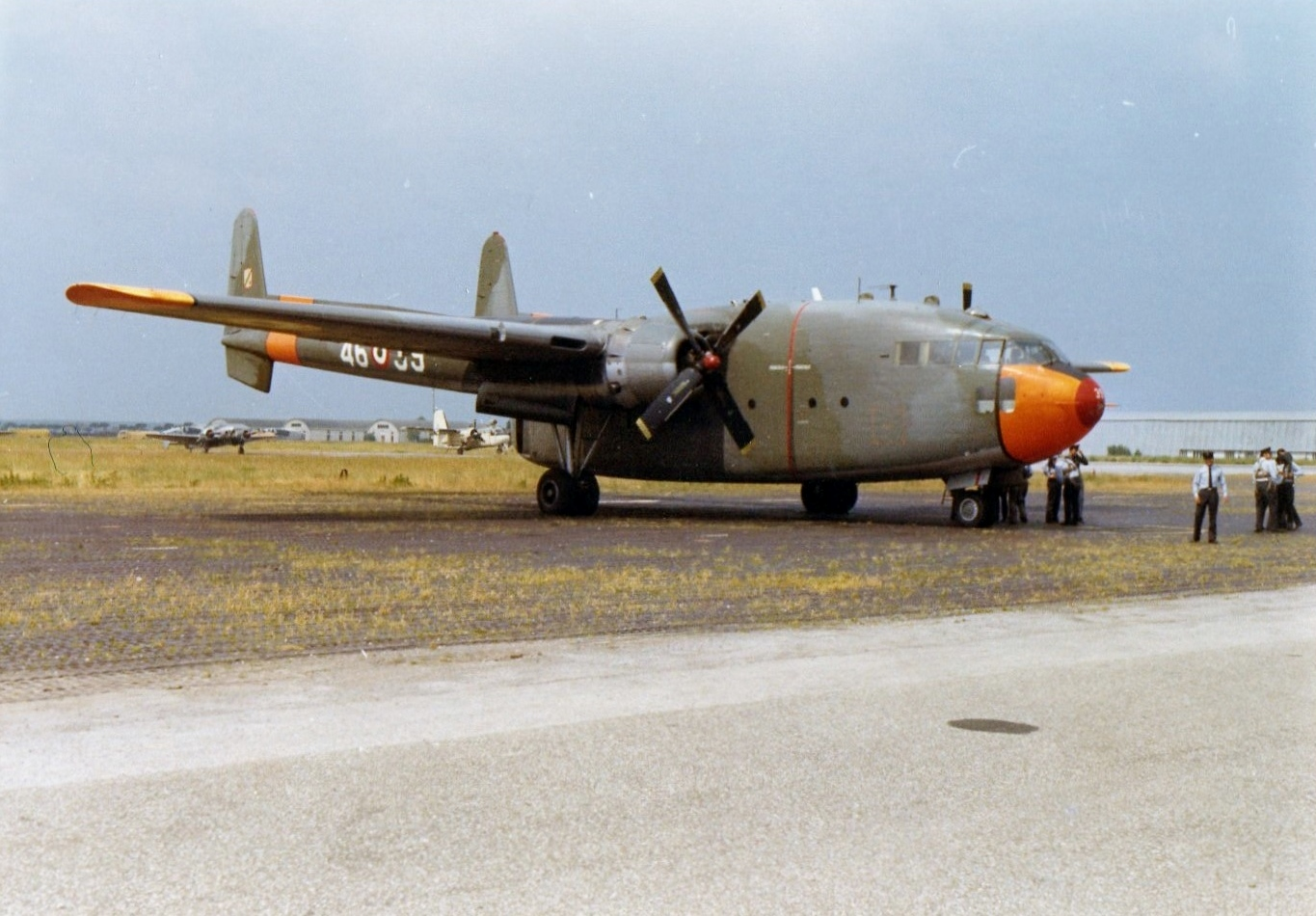
Een Fairchild C-119 Flying Boxcar van 46ª Brigata aerea - Pisa (Italiaanse Luchtmacht)

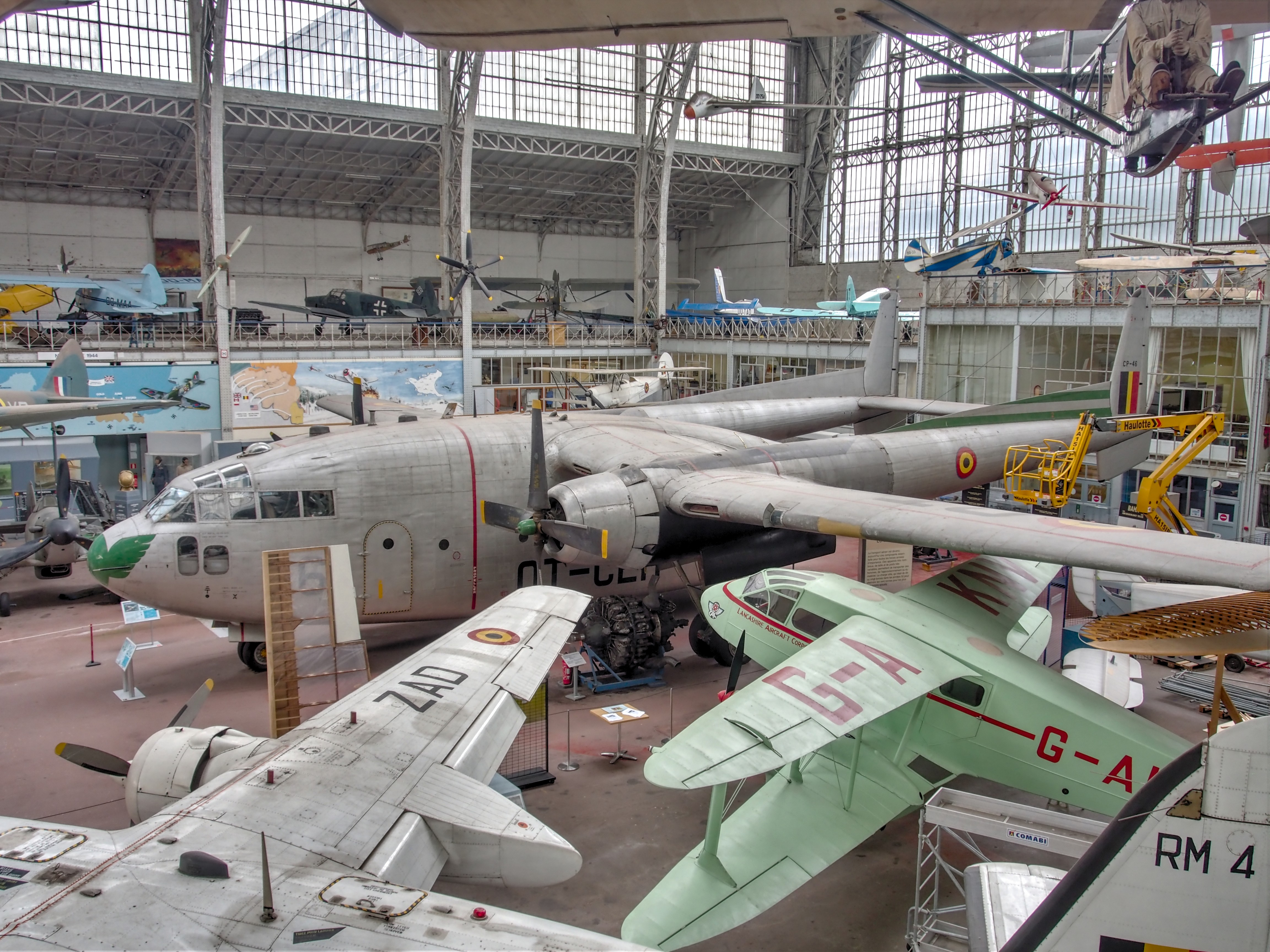
C-119G in militair museum te Brussel

### Amerika
Tijdens de Koreaanse oorlog werden de vliegtuigen intensief gebruikt om troepen en materiaal te transporteren. In juli 1950 werden vier C-119's naar een afdeling van de Amerikaanse Luchtmacht in de Filipijnen gestuurd voor tests.

### België
Van de jaren vijftig tot begin jaren zeventig werd de C-119 gebruikt door de Belgische Luchtmacht, onder meer voor het vervoer en het lanceren van parachutisten. De laatste sprong uit de boxcar werd uitgevoerd in 1973 door de 12de compagnie 2de Bon commando te Schaffen. Ter afscheid was er op de dropzone in grote letters de tekst "vaarwel c119" aangebracht. Vanaf dan werd er gesprongen uit de C-130 Hercules. 
Anno 2024 is er een C-119 te bezichtigen in het Koninklijk Museum van het Leger en de Krijgsgeschiedenis te Brussel.

### Burgerluchtvaart
Verschillende C-119 toestellen werden gebruikt door de US Forest Service om bosbranden te bestrijden. Andere werden gebruikt voor het vervoeren van civiele goederen. De meeste vliegtuigen belandden uiteindelijk in musea, hoewel enkele nog gebruikt worden in Alaska, om goederen te leveren aan dorpen die niet via de weg bereikbaar zijn.

## Varianten
XC-119A
De XC-82B die werd aangepast voor productie en later C-119A werd genoemd. Uiteindelijk werd dit de EC-119A die men gebruikte om elektronica te testen.
C-119B
Productievariant met R-4360-30 motoren. Van dit type werden 55 toestellen gemaakt.
C-119C
Als C-119B, maar met de rugvinnen toegevoegd, en stabiliteitsvinnen verwijderd, 303 gebouwd.
YC-119D
Project voor een versie met 3-wielig landingsgestel en verwijderbare motorbehuizing, werd XC-128A genoemd. Hiervan werden geen exemplaren gemaakt.
YC-119E
Zelfde als voorgaande, maar met R-3350 motor, werd XC-128B genoemd, geen gebouwd.
YC-119F
Een C-119C die werd aangepast met R-3350-85 motoren.
C-119F
Productievariant waarvan 256 stuks werden gemaakt voor de USAF en RCAF.
C-119G
Zelfde als C-119F maar met andere propellers, 480 gemaakt.
AC-119G Shadow
Bewapende en gepantserde ombouw van de C-119G, 26 conversies.
YC-119H
Herontworpen versie met bredere vleugels en een aangepast staartoppervlak. Het enige model werd omgebouwd vanaf een C-119C.
C-119J
C-119F en G omgebouwd met een aangepaste achterromp, 62 conversies.
EC-119J
Conversie voor het volgen van satellieten.
MC-119J
Vliegtuigen bestemd voor gewondentransport.
YC-119K
Eenmalige ombouw van een C-119G waarbij General Electric J85 turbojets onder de vleugels werden geplaatst.
C-119K
Vijf C-119G's omgebouwd tot YC-119K.
AC-119K Stinger
C-119G omgebouwd tot C-119K standaard met bewapening, 26 conversies.
C-119L
Aangepaste versie van de C-119Gs, 22 conversies.
XC-120 Packplane
Eenmalige conversie C-119B met verwijderbare 'cargo pod'.
C-128
De oorspronkelijke naam van de YC-119D en YC-119E variant.
R4Q-1
United States Navy & United States Marine Corps versie van de C-119C, 39 gebouwd.
R4Q-2
United States Navy and United States Marine Corps versie van de C-119F, later genaamd C-119F, 58 gebouwd.